# آگاتا فلوری
آگاتا فلوری (ایتالیایی: Agata Flori؛ زادهٔ ۱۵ آوریل ۱۹۳۸) بازیگر اهل ایتالیا است.
از فیلم‌ها یا مجموعه‌های تلویزیونی که وی در آن‌ها نقش داشته‌است، می‌توان به هفت تپانچه برای خانواده مک‌گرگور اشاره نمود.